# Underworld (film fra 2003)
 For alternative betydninger, se Underworld. (Se også artikler, som begynder med Underworld)
Underworld er en amerikansk action/horror-film fra 2003 om den hemmelige historie om vampyrer og en type af varulve (Lycans af det græske ord lykos, (ulv) + antropos, (menneske)).
Det er den først udgivne film i Underworld-serien, som består af i alt 5 film.

## Handling
Hovedhandlingen handler om vampyren Selene (Kate Beckinsale), en vampyr "Death Dealer", eller en varulv-jæger, et job som hun er meget god til, som hun udfører som hævn, da hun tror at hendes familie blev slagtet af varulvene. Hun bliver tiltrukket af en læge, Michael Corvin (Scott Speedman), som er et helt normalt menneske, indtil at han bliver bidt af en Lycan, så han vil blive en varulv ved næste fuldmåne. Efter at redde Michael fra varulvenes herre, Lucian (Ham som bed Michael), må hun vælge mellem at gøre sit job som Death Dealer, som går ud på at dræbe Michael (da han jo er ved at forvandle sig til en varulv), eller risikere sit liv for at redde ham.

## Medvirkende
- Kate Beckinsale som Selene
- Scott Speedman som Michael Corvin
- Shane Brolly som Kraven
- Bill Nighy som Viktor
- Michael Sheen som Lucian
- Erwin Leder som Singe
- Sophia Myles som Erika
- Robbie Gee som Kahn
- Kevin Grevioux som Raze
- Zita Görög som Amelia
- Scott McElroy som Soren
- Wentworth Miller som Dr. Adam Lockwood
- Dennis Kozeluh som Dmitri
- Hank Amos som Nathaniel
- Sandor Bolla som Rigel
- Todd Schneider som Trix
- Jázmin Dammak som Sonja